# Joan Moll Marquès
Joan Moll Marquès (Palma, 1936 - 30 de novembre de 2023) fou un pianista mallorquí, fill de Francesc de Borja Moll.

## Enregistraments
- Chopin en Mallorca I i II (1974, 1976 i 1980)
- Miquel Capllonch, obras para piano (1979)
- B1-Antoni Torrandell (Unió de Músics[5])
- Compositores mallorquines (1980)
- Chopin. Polonesas, valses y mazurcas (1981)
- Andrés Gaos. Obras para piano (1982)
- Antoni Torrandell (1983)
- Música pianística balear (1984[6]) (segell Unió de Músics)
- Música de compositors mallorquins (1985)

## Premis i reconeixements[7]
- 1962 - Premi al concurs de Munic
- 1967 - Premi al concurs d’Aarhus
- 2008 - I Reconeixement 14 de novembre per la Fundació ACA[8]
- 2014 - Premi Emili Darder (Premis 31 de Desembre)[9]